# برایتان گربه تجویز می‌کنیم
برایتان گربه تجویز می‌کنیم (به انگلیسی: We’ll Prescribe You A Cat) رمانی از سیو ایشیدا نویسندهٔ ژاپنی است. این کتاب که به سرعت به یکی از کتاب‌های پرفروش در ژاپن تبدیل شد، دربارهٔ یک کلینیک روان‌درمانی است که به جای دارو، از گربه برای درمان استفاده می‌کند.
برایتان یک گربه دیگر تجویز می‌کنیم (به انگلیسی: We’ll Prescribe You Another Cat) در دنبالهٔ همین کتاب در سال ۲۰۲۵ منتشر خواهد شد.
از روی این رمان، یک مانگا نیز توسط انتشارات کودانشا اقتباس شد که نخستین جلد آن در تاریخ ۲۷ سپتامبر ۲۰۲۴ منتشر شد.
ای. مدیسون شیمودا ترجمهٔ انگلیسی این کتاب را برعهده داشت. این نسخه از کتاب در ایالات متحدهٔ آمریکا توسط برکلی بوکس منتشر شد.

## خلاصه داستان
کتاب مجموعه‌ای از پنج داستان می‌باشد. ماجرا حول محور شخصیت اصلی یعنی روان‌پزشکی به نام دکتر میتارای می‌چرخد که پس از تجربه‌ای سخت و بیماری قلبی، کلینیک خود را در توکیو تعطیل کرده و به خانه پدری‌اش در یک شهر کوچک ساحلی نقل مکان می‌کند. او که از استرس و شلوغی زندگی شهری خسته شده، تصمیم می‌گیرد تا در این شهر آرام کلینیک کوچکی راه‌اندازی کند. دکتر میتارای به توصیهٔ یکی از دوستانش، گربه‌ای به نام کیناکو را به سرپرستی می‌گیرد. گربه‌ای آرام و دوست‌داشتنی که به سرعت به یکی از اعضای جدانشدنی زندگی او تبدیل می‌شود. دکتر میتارای به تدریج متوجه می‌شود که حضور کیناکو تأثیرات مثبتی بر او و حتی بیمارانش دارد. آرامش و انرژی‌ای که گربه به او می‌بخشد، باعث می‌شود تا میتارای به این نتیجه برسد که گربه‌ها می‌توانند روی بهبود سلامت روان مؤثر واقع شوند.